# Giro Media Blenio

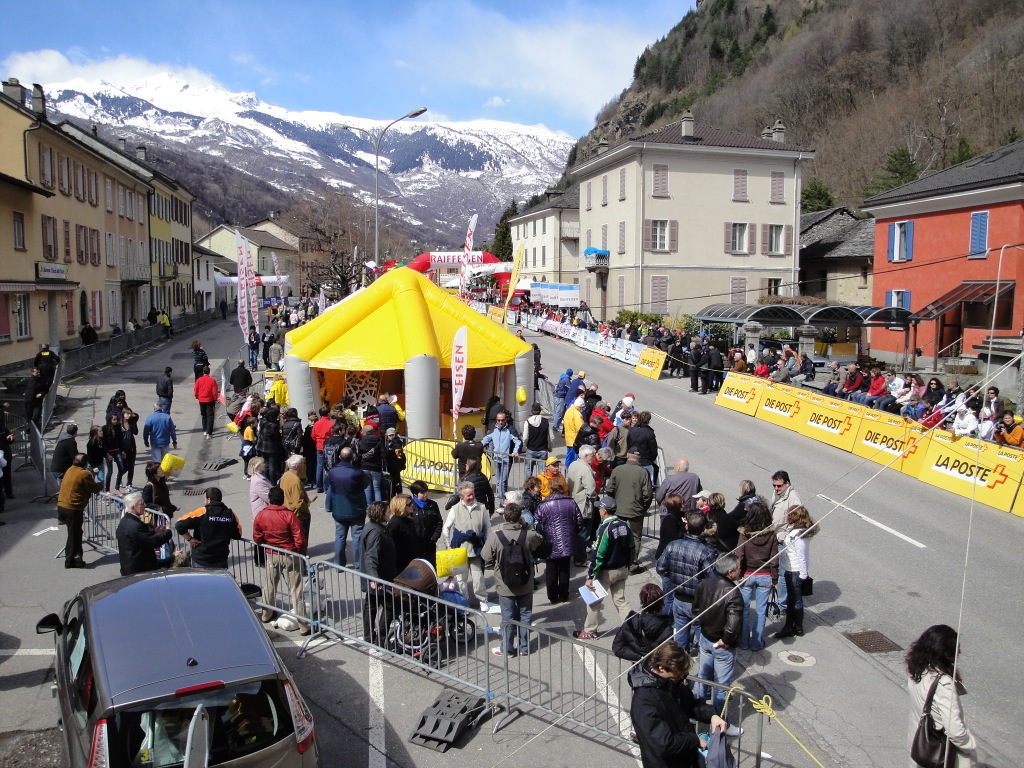
Auf der Piazza San Domenico in Dongio

Der Giro Media Blenio ist ein Strassenlauf für Leistungssportler und Volksläufer und ein Walking-/Nordic-Walking-Lauf im zur Gemeinde Acquarossa gehörenden Dorf Dongio, der auch durch die Nachbardörfer Ludiano, Semione (Serravalle) und Corzoneso Piano (Acquarossa) geführt wird und seit 1985 stattfindet. Seit 1994 wird über die Distanz von 10 km gelaufen (zuvor über 11 km). Walking und Nordic Walking finden über 6, 12 und 17 km statt. Zudem zählen ein 5-km-Lauf und ein Mini Giro zum Programm. Das Terrain ist mehrheitlich flach. Am Veranstaltungstag halten sich jeweils weit über tausend Personen in dem sonst sehr ruhigen Ort auf.

## Strecke
Der Elitelauf (Grand Prix) findet auf einem 1,25 km langen Rundkurs durch die Strassen von Dongio statt.
Der Volkslauf (Giro) wird auf einer grossen Runde durch Dongio und den Nachbarort Ludiano ausgetragen.

## Statistik

### Siegerliste
Quellen: Website des Veranstalters, ARRS, World Athletics

#### 10 bzw. 5 km
| Datum         | Männer                    | Nation    | Zeit    | Frauen                     | Nation    | Zeit          |
| ------------- | ------------------------- | --------- | ------- | -------------------------- | --------- | ------------- |
| 22. Apr. 2019 | Milkesa Mengesha          | Äthiopien | 27:47   | —                          | —         | —             |
| 2. Apr. 2018  | James Kibet               | Kenia     | 28:28   | —                          | —         | —             |
| 17. Apr. 2017 | Cornelius Kangogo -2-     | Kenia     | 28:13,8 | —                          | —         | —             |
| 28. März 2016 | Muktar Edris              | Äthiopien | 28:22,9 | —                          | —         | —             |
| 6. Apr. 2015  | Victor Chumo              | Kenia     | 28:19,6 | —                          | —         | —             |
| 21. Apr. 2014 | Cornelius Kangogo         | Kenia     | 28:14,9 | —                          | —         | —             |
| 1. Apr. 2013  | Muktar Edris              | Äthiopien | 28:10,9 | —                          | —         | —             |
| 9. Apr. 2012  | Edwin Cheruiyot Soi -4-   | Kenia     | 28:31,8 | —                          | —         | —             |
| 25. Apr. 2011 | Imane Merga -2-           | Äthiopien | 28:17,8 | —                          | —         | —             |
| 5. Apr. 2010  | Imane Merga               | Äthiopien | 29:02,3 | —                          | —         | —             |
| 13. Apr. 2009 | Moses Cheruiyot Mosop     | Kenia     | 28:52,6 | —                          | —         | —             |
| 24. März 2008 | Edwin Cheruiyot Soi -3-   | Kenia     | 28:59,7 | —                          | —         | —             |
| 9. Apr. 2007  | Edwin Cheruiyot Soi -2-   | Kenia     | 28:24,8 | —                          | —         | —             |
| 17. Apr. 2006 | Edwin Cheruiyot Soi       | Kenia     | 28:27,3 | Priscah Jepleting Ngetich  | Kenia     | 15:54,2       |
| 28. März 2005 | Paul Kimaiyo Kimugul      | Kenia     | 28:35,2 | Alice Jemeli Timbilili -2- | Kenia     | 15:31,1       |
| 12. Apr. 2004 | Richard Limo              | Kenia     | 28:51,5 | Alice Jemeli Timbilili     | Kenia     | 15:55,4       |
| 21. Apr. 2003 | John Yuda Msuri           | Tansania  | 28:41,3 | Joan Jepkorir Aiyabei      | Kenia     | 16:02,7       |
| 1. Apr. 2002  | Benson Kipchumba Barus    | Kenia     | 29:27,0 | Merima Denboba -2-         | Äthiopien | 16:23,3       |
| 16. Apr. 2001 | Paul Malakwen Kosgei      | Kenia     | 28:13,4 | Isabella Ochichi           | Kenia     | 15:41,1       |
| 24. Apr. 2000 | Robert Kipkorir Kipchumba | Kenia     | 29:02,7 | Rose Cheruiyot             | Kenia     | 15:55,5       |
| 5. Apr. 1999  | Evans Rutto               | Kenia     | 28:37,4 | Restituta Joseph           | Tansania  | 16:07,9       |
| 13. Apr. 1998 | Paul Koech                | Kenia     | 28:30   | Berhane Adere              | Äthiopien | 16:14         |
| 31. März 1997 | Paul Tergat -3-           | Kenia     | 28:19   | Lydia Cheromei             | Kenia     | 15:43         |
| 8. Apr. 1996  | Paul Tergat -2-           | Kenia     | 28:36   | Annemari Sandell           | Finnland  | 15:48         |
| 17. Apr. 1995 | Haile Gebrselassie        | Äthiopien | 28:02   | Sally Barsosio             | Kenia     | 16:10         |
| 4. Apr. 1994  | William Sigei             | Kenia     | 27:34   | Merima Denboba             | Äthiopien | 33:41 (10 km) |

### 11 bzw. 8 km
| Datum         | Männer               | Nation                 | Zeit  | Frauen            | Nation           | Zeit          |
| ------------- | -------------------- | ---------------------- | ----- | ----------------- | ---------------- | ------------- |
| 12. Apr. 1993 | Paul Tergat          | Kenia                  | 31:49 | Pamela Chepchumba | Kenia            | 26:52         |
| 20. Apr. 1992 | Barnabas Korir       | Kenia                  | 33:23 | Jane Ngotho       | Kenia            | 27:26         |
| 1. Apr. 1991  | Andrea Sambu Sipe    | Tansania               | 32:21 | Alena Močáriová   | Tschechoslowakei | 26:57         |
| 16. Apr. 1990 | Mark Rowland         | Vereinigtes Königreich | 32:59 | Sandra Gasser     | Schweiz          | 27:29         |
| 27. März 1989 | Moses Tanui          | Kenia                  | 31:51 | Isabella Moretti  | Schweiz          | 27:10         |
| 4. Apr. 1988  | Christoph Herle      | Deutschland            | 32:36 | Martine Oppliger  | Schweiz          | 29:12         |
| 1987          | Dietmar Millonig -2- | Österreich             | 33:01 | Debbie Elsmore    | Neuseeland       | 38:19 (11 km) |
| 1986          | Markus Ryffel        | Schweiz                | 33:07 | Cornelia Bürki    | Schweiz          | 38:15 (11 km) |
| 1985          | Dietmar Millonig     | Österreich             | 33:31 | Ellen Wessinghage | Deutschland      | 40:11 (11 km) |